# Lepanthes scopula
Lepanthes scopula  es una especie de orquídea epífita originaria de México a Centroamérica.

## Descripción
Es una orquídea de pequeño tamaño con hábitos de epífita  con tallos erectos envueltos por 5-7 vainas lepantiformes y que llevan una sola hoja apical, erecta, ovado-elíptica a elíptica, abruptamente el ápice atenuado-apiculado,  atenuada abajo en la  base pecioladas. Florece en primavera y otoño en 1 a  8 inflorescencias, que surgen en la parte posterior de la hoja, filiformes, cilíndricas, de 1.2 a 2.7 cm de largo, con sucesivamente pocos, a 28 flores.

## Distribución y hábitat
Se encuentra en México, Belice, Costa Rica, Guatemala, Honduras y Nicaragua.
Muy similar a L. quetzalensis pero difiere en la inflorescencia, en que es mucho más  ancho en un extremo la forma del labio y en los colores de los sépalos y pétalos, así como que florece antes en el tiempo.

## Taxonomía
Lepanthes scopula fue descrita por Rudolf Schlechter y publicado en Repertorium Specierum Novarum Regni Vegetabilis 10(254–256): 356. 1912.
Etimología
Ver: Lepanthes
scopula: epíteto latíno que significa "de los acantilados".